# Giovane Élber
Élber Giovane de Souza, född 23 juli 1972 i Londrina i Brasilien, är en tidigare professionell fotbollsspelare.
Élber spelade 1990-1991 i Milan men fick lite speltid och bytte till Grasshoppers där karriären tog fart. 1994 kom han till VfB Stuttgart och blev en av Bundesligas bästa anfallare. 1997 gick Giovane Élber till Bayern München där hans ställning förstärktes. Élber har blivit tysk mästare och cup ett flertal gånger och 2001 vann han tillsammans med Bayern Münchens Champions League. Giovane Élber var länge den utländske spelare som gjort flest mål i Bundesliga (133). Den 23 oktober 2010 gick den peruanske spelaren Claudio Pizzaro om och tog ledningen.  
Giovane Élber spelade 2005 för Borussia Mönchengladbach i den tyska Bundesligan.
Han spelade 15 landskamper för Brasilien och gjorde sju mål. 

## Meriter
- Tysk mästare 1999, 2000, 2001, 2003
- Tysk cupmästare 1997, 1998, 2000, 2001
- Uefa Champions League 2001